# Коробейников, Михаил Антонович
Михаи́л Анто́нович Коробе́йников (род. 1941) — советский и российский учёный в области экономики, организации и управления агропромышленным комплексом, член-корреспондент РАСХН (2001), член-корреспондент РАН (2014). Член Совета Федерации (2001—2004).

## Биография
Родился 17 апреля 1941 года в посёлке Чёрный Яр Новолялинского района Свердловской области. Отец — Коробейников Антон Иванович (1905—1984), рабочий, участник Великой Отечественной войны; мать — Коробейникова Александра Михайловна (1908—1991).
Окончил Ставропольский СХИ (1963).
- 1963 — младший научный сотрудник Целинного НИИ механизации и электрификации сельского хозяйства (п/о Щербаново Кустанайской области).
- 1963—1965 — Служба в Советской Армии.
- 1965—1976 — Занят на комсомольской и партийной работе: инструктор Ставропольского крайкома ВЛКСМ с августа 1965, в ноябре 1965 года был избран первым секретарем Изобильненского райкома ВЛКСМ; в августе 1968 года рекомендован на работу инструктором в отдел школьной молодежи ЦК ВЛКСМ; в мае 1970 года был избран вторым секретарём Ставропольского крайкома ВЛКСМ, а в сентябре 1973 года — вторым секретарём Александровского райкома КПСС Ставропольского края.
- 1976—1979 — Аспирант Академии общественных наук при ЦК КПСС (АОН при ЦК КПСС), защитил кандидатскую диссертацию «Реализация экономических интересов в условиях развития межхозяйственной кооперации: на примере объединений и комплексов в сельскохозяйственном производстве».
- 1979—1987 — Занят во ВНИИ овцеводства и козоводства: заведующий отделом экономики (1979—1982), старший преподаватель, доцент кафедры политэкономии, секретарь парткома Ставропольского СХИ (1982—1987) . Избирался секретарём партийной организации НИИ, а затем членом бюро Ленинского РК КПСС Ставрополя.
- 1987—1991 — Старший научный сотрудник, зам. заведующего отделом НИИ АОН при ЦК КПСС (Институт изучения и обобщения опыта партийной, советской и идеологической работы), в 1990 году защитил докторскую диссертацию в форме научного доклада «Механизм экономической ответственности в системе аграрных отношений социализма» (официальные оппоненты В. Н. Кашин, Г. Я. Кузнецов, П. В. Савченко).
- 1991 — Заместитель заведующего отделом аграрной политики ЦК КПСС .
- 1991—1992 — Заместитель председателя, председатель Комитета Конгресса деловых кругов России;
- 1992—1993 — Заместитель генерального директора Комцентра «Геофизика»;
- 1993—1994 — Помощник заместителя Председателя Верховного Совета РФ (1993—1994);
- 1994—1996 — Заместитель руководителя аппарата Комитета по аграрным вопросам Государственной Думы РФ;
- 1996—2001 — Руководитель секретариата Председателя Совета Федерации Федерального Собрания РФ Е. С. Строева.
- 2001—2004 — Представитель Администрации Архангельской области в Совете Федерации Федерального Собрания РФ.
- 2004 — Советник Председателя Совета Федерации по аграрным вопросам.

С 2004 года — главный научный сотрудник Всероссийского института аграрных проблем и информатики им. А. А. Никонова. Одновременно с 2007 года — главный научный сотрудник Института экономики РАН.
Профессор (1999), член-корреспондент РАСХН (2001), член-корреспондент РАН (2014).
Супруга с 1963 года — Коробейникова (Федишева) Светлана Степановна, экономист. Сын Михаил — доктор экономических наук, сотрудник Россельхозбанка.

## Основные работы
Опубликовал более 160 научных трудов, в том числе 30 книг и брошюр, из них 7 монографий.
Книги:
- Хозрасчет и самоокупаемость в агропромышленном комплексе / соавт. А. А. Полишкин. — Ставрополь: Кн. изд-во, 1986. — 78 с.
- Механизм экономической ответственности. — М.: Мысль, 1989. — 272 с.
- Экономика, организация и управление АПК: учеб. пособие для слушателей системы повышения квалификации / соавт. Ю. Г. Бинатов. — М.: Агропромиздат, 1989. — 192 с.
- Земельный вопрос / соавт.: Е. С. Строев и др. — М.: Колос, 1999. — 536 с.
- Многоукладная аграрная экономика и российская деревня (середина 80-х-90-е годы ХХ столетия) / соавт.: Е. С. Строев и др. — М.: Колос, 2001. — 620 с.
- Аграрная реформа: крестьянство и власть: Исторический опыт. Анализ. Прогноз. — М.: Экон. лит.,2002. — 358 с.
- Земельные отношения в России: мифы и реальность. — М.: Росинформагротех, 2003. — 236 с.
- Избранные труды: в 2 т.- М.: Вол. экон. о-во России, 2006. — Т. 1. — 750 с. — Т.2. — 400 с.
- Аграрный протекционизм: научные основы и механизмы осуществления в условиях рыночных отношений / соавт.: И. Н. Буздалов и др. — М.: Энцикл. рос. деревень, 2007. — 471 с.- (Науч. тр. / ГНУ Всерос. ин-т аграр. пробл. и информатики им. А. А. Никонова; вып. 17).

Статьи
- Проблемы качества антикризисного прогнозирования // Мир агробизнеса. 2009. № 2. С. 20.
- Модель развития сельского хозяйства в условиях новой экономики // Стандарты и качество. 2013. № 6. С. 20-21.
- Стратегия и перспективы развития российской экономики в условиях ВТО // Тр. Вольн. экон. о-во России. 2014. Т.182. С. 260.

## Награды
- Орден Почёта (18 ноября 2000) — за достигнутые трудовые успехи, многолетнюю добросовестную работу и большой вклад в укрепление дружбы и сотрудничества между народами[2].
- Орден «Знак Почёта» (1971).
- Награждён 5 медалями СССР и РФ.
- Орден «Содружество» (18 апреля 2001, Совет Межпарламентской Ассамблеи государств — участников СНГ) — за активное участие в деятельности Межпарламентской Ассамблеи и её органов, вклад в укрепление дружбы между народами государств — участников Содружества[3]
- Благодарность Президента Российской Федерации (5 апреля 2004) — за активное участие в законотворческой деятельности